# Painkiller
Painkiller је дванаести студијски албум британског хеви метал састава Џудас прист. Издат је 1990. године. Албум је добитник награде Греми за најбоље метал извођење 20. фебруара 1991. године.
Албум је виђен од неких као спид метал албум.

## Пејнкилер
Пејнкилер је један из серије измишљених месија које је створио Џудас прист. Описан је као месија метала послат на свет да га очисти од противника метал принципа. Верује се да је инспирација дошла из лика анђела са ранијег албума Џудас приста Sad Wings of Destiny.
Пејнкилер има метално тело, вози металног монструма; мотоцикл са шасијом у облику змаја и са две округле тестере као точковима.

## Песме
1. "" - 6:06
2. "" - 3:37
3. "" - 3:58
4. "" - 3:35
5. "" - 4:49
6. "" - 5:45
7. "" - 4:49
8. "" 5:45
9. "" - 0:57
10. "" - 6:49

- Бонус Песме:
  -  	(уживо)

## Састав
- Роб Халфорд - вокал
- Глен Типтон - гитара
- К. К. Даунинг - гитара
- Јан Хил - бас гитара
- Скот Трејвис - бубњеви
- Дан Ејри - клавијатуре